# Рибљи мехур
Рибљи мехур или ваздушни мехур је непаран орган који има већина кошљориба и који представља евагинацију црева испуњену ваздухом. Хомолог је плућима копнених кичмењака. Може бити издељен на на два или три дела који су међусобно у контакту, као што је на пр. код породице шарана подељен на два дела. Састав ваздуха у њему се може мењати, а тиме се мења специфична тежина тела што условљава одржавање тела на различитим дубинама у води.
Код риба плућашица или дводихалица у условима суше функционише као плућа и омогућава овим рибама коришћење атмосферског ваздуха.
Велики број кошљориба поседује специјални канал, пнеуматични канал (ductus pneumaticus), преко кога је рибљи мехур повезан са једњаком. Према томе да ли овај канал постоји или не постоји све рибе са рибљим мехуром се деле на две групе:
- физостоми (Physostomi), који имају пнеуматични канал
- физоклисти (Physoclysti) који су без њега.